# Nobu Shirase
Nobu Shirase (白瀬 矗) (1861- 1946) foi um oficial do exército japonês que conduziu a Expedição Antártica Japonesa, 1910–12. Esta expedição explorou a área costeira da Terra do Rei Edward VII e a parte oriental da plataforma de gelo Ross, alcançando uma latitude de 80°05'S.  Em um ponto, os homens de Shirase atingiram um encontro inesperado com o grupo da expedição do Pólo Sul conduzinda por Roald Amundsen.
Shirase e seus homens foram as primeiras pessoa a desembacarem na Península Edward VII. O grupo de Shirase foi festejado como herói em seu retorno ao Japão.

## Ligações Externas
- Espada da Amizade - um artigo do  Museu Australiano, descrevendo o presente de Shirase de uma espada do século XVII para Sir Tannatt William Edgeworth David em gratidão por sua assistência durante a permanência da expedição em Sydney. A espada permanece à mostra no museu.